# Johan Lange
Johan Christian Martin Lange (ur. 20 marca 1818 we Fredericii, zm. 3 kwietnia 1898 w Kopenhadze) – duński botanik, ostatni z edytorów atlasu botanicznego Flora Danica.

## Życiorys
Był synem Jensa i Margarethe Lange – rolników z Fredericii.
Początkowo rozpoczął studia teologiczne, ale kierowany miłością do roślin zmienił kierunek studiów na botanikę. Dużą rolę w jego decyzji odgrywał wpływ wuja matki – Jensa Wilkena Hornemanna oraz promotora na studiach – Jonasa Collina.
Po ukończeniu studiów pracował jako nauczyciel w szkołach w Kopenhadze. W latach 1846–1848 wykładał w Akademii Soro. W 1951 roku zatrudnił się w uniwersyteckim ogrodzie botanicznym, na stanowisku asystenta i bibliotekarza. Równocześnie wykładał na Politechnice Kopenhaskiej i w szkole weterynaryjnej.
Po śmierci prof. Frederika Liebmanna w 1856 r. zajął jego miejsce na stanowisku dyrektora uniwersyteckiego ogrodu botanicznego. Pracował tam przez 20 lat, do momentu, gdy do rezygnacji zmusiło go znaczne pogorszenie wzroku.
W latach 1861–1883 był edytorem duńskiego atlasu botanicznego Flora Danica. Opracował tablice od 2641 do 3060 z głównego atlasu oraz 120 tablic do dodatków z innych rejonów Półwyspu Skandynawskiego.